# Narcisa Pérez Reoyo
Narcisa Pérez Reoyo (Santiago de Compostel·la, Galícia, 4 de maig de 1849 - la Corunya, 19 de juny de 1876) fou una poetessa gallega.
Filla única del metge i escriptor Narciso Pérez Reoyo, veí de Burgos resident a la Corunya, i Pepa Soto, estava emparentada amb el matrimoni Murguía-Castro. Es va casar amb Nicolás Boado del Pan, professor de l'Escola de Belles Arts de la Corunya, amb qui va tenir dos fills.
Des de nena va revelar especialíssims dots intel·lectuals i morals unint a una ànima tendra, sensible i eminentment religiosa, un cor generós, de tremp superior i entusiasta per tot el que és gran i noble, però un delicat estat de salut va fer que els seus pares li prohibissin l'estudi fins als deu anys, i en traçar les primeres lletres, va començar a fer versos. Als setze anys va publicar la seva primera col·lecció amb el títol Cantos de la infancia, on es troben les primeres il·lusions de la vida, la família i l'amistat i la Natura amb les seves brises, flors i aus. Hi ha en aquest tot un cant senzill al llavors príncep d'Astúries, després Alfons XII d'Espanya, Alfons XII, preludi d'inalterable fidelitat d'una arpa consagrada a la apoteosi de la fe dinàstica. Dos anys després va dedicar al mateix nen un segon volum Devocionario infantil, que havia compost, jugant, de tendres i curtes pregàries en el vers, <a fi que, deia la seva autora, els nens resessin i seguissin amb gust la missa, sense cansar-se ni distreure's>. Al maig de 1867 va lliurar el bells llibret a Madrid a la reina Isabel II, que el va rebre bondadosament, professant des de llavors a la seva autora un afecte especial. L'Acadèmia Bibliogràfic-mariana de Lleida, on va ingressar el 1872, va premiar els seus cants en certàmens públics celebrats aquest any i en els dos següents. Al de Saragossa de 1874 va guanyar el Laurel de oro, premi de aquella Diputació provincial, per una poesia a la Verge, escrita en enèrgiques octaves reals. El mateix any es va publicar a Lugo, amb el títol de Horas perdidas, un gruixut volum que conté els seus millors versos; llegendes bellíssimes, himnes enèrgics a Déu, al rei i a la pàtria, tendres pregàries a Maria, etc...llibre que va merèixer un pròleg encomiàstic del crític Manuel Cañete. Ressentida després la seva salut, la seva família li va prohibir en absolut la feina. La seva última poesia, Una gota de llanto, la va escriure en unes hores, trobant-se a Bordeus i aprofitant una absència del seu pare. La reina Isabel, que havia agafat gran afecte a la poetessa, com ho demostren les seves cartes a la mateixa, publicades a La Ilustración Española y americana (t. I. 1877) per Plácido Jove y Hevia, va enviar-la el 1867, com a afectuós record, un bellíssim braçalet amb el bell retrat en miniatura del príncep d'Astúries; i després l'egrègia senyora i el seu segon fill van ser padrins d'un nen que, del seu matrimoni amb Nicolás Boado, va donar a llum Narcisa Pérez mes i mig després de la Restauració borbònica. Però el tràngol de la maternitat va acabar d'arruïnar la seva feble naturalesa, morint al cap de poc temps. A la vora de l'Oceà, la magnificència del qual i harmonies tantes vegades havia cantat, dormen les restes d'aquella fada cristiana, com Jove i Hevia va nomenat a la plorada poetessa. El mateix escriptor diu que les millors composicions de Pérez Reoyo son les titulades:
- A un ruiseñor
- No se pierde un beneficio
- La mariposa y las flores
- Dios y patria
- El tesoro de Toledo
- La caída de la hoja.